# Henryk Mikołaj Górecki
Henryk Mikołaj Górecki (izg.ˈxɛnrɨk mʲiˈkɔwaj ɡuˈrɛtski),  poljski skladatelj, * 6. december 1933, Czernica, † 12. november 2010, Katowice (Poljska).
Górecki je študiral na državni visoki šoli za glasbo v Katowicah med letoma 1955 in 1960. Leta 1968 je začel poučevati na univerzi in se povzpel do položaja rektorja, s katerega je leta 1979 odstopil. Gorecki je postal vodilna figura poljske avantgarde med post-stalinistično kulturno otoplitvijo. Na njegova zgodnja dela, nastala med letoma 1950 in 1960, je močno vplivala serialna glasba Antona Weberna, privržen pa je bil tudi disonančnemu modernizmu po vzoru Luigija Nona, Karlheinza Stockhausna, Krzysztofa Pendereckega in Kazimierza Serockega.  V 1960-ih je to stilno pot nadaljeval, v sredini 1970-ih pa se je oklenil manj kompleksnega mističnega minimalizma, ki se kaže v prehodni Simfoniji št. 2 in v izjemno priljubljeni Simfoniji št. 3 (SImfonija žalostnih pesmi). Poznejši kompozicijski slog je Gorecki razvijal v več fazah, med katerimi so najvidnejše skladbe Beatus Vir (1979), koralna himna Miserere (1981), Kleines Requiem für eine Polka (1993) in rekvijem z naslovom Lahko noč.